# Pontificio Instituto Misiones Extranjeras
El Pontificio Instituto Misiones Extranjeras (en latín Pontificium Istitutum pro Missionibus Exteris) es una Sociedad de vida apostólica clerical, de la Iglesia católica, de derecho pontificio. A los miembros de esta sociedad se les conoce como Misioneros del Pime y posponen a sus nombres las sigla: P.I.M.E.
La sociedad actual es el resultado de la fusión, en 1926, entre el Instituto Misiones Extranjeras de Milán, fundado en 1850 por Ángel Ramazzotti, y el Pontificio Seminario de los Santos Apóstoles Pedro y Pablo de Roma, fundado en 1871 por Pietro Avanzini.

## Historia
La idea de fundar un seminario para la formación del clero misionero se encontraba en los ideales del papa Gregorio XVI, que expresó a Lodovico Maria de Besi, vicario apóstolico en China, la ausencia de una institución de esas en Italia.

### Instituto Misiones Extranjeras de Milán

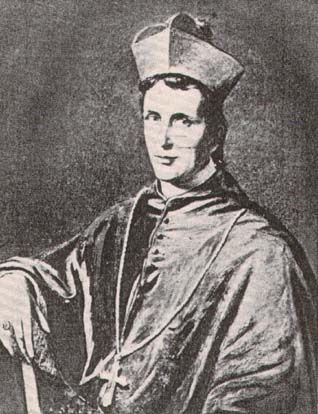
Angelo Ramazzotti (1800-1861), fundador del Instituto Misiones Extranjeras de Milán.

El proyecto fue retomado por el papa Pio IX, quien gracias a su encuentro con el obispo Jean-Félix-Onésime Luquet, de las Misiones Extranjeras de París, lo invitó a solicitar al arzobispo de Milán crear una institución misionera en su arquidiócesis. En el 1847 Luquet se encontró con el arzobispo Carlo Bartolomeo Romilli en la casa de los Oblatos de Rho, estando presente el superior de la comunidad, Ángel Ramazzotti. Ante la imposibilidad de los oblatos de ir a misión, Ramazzotti, meditaba de antaño la posibilidad de abrir un seminario para la formación de los misioneros, incluso, adquirió un edificio en Saronno con el fin de destinarlo a tal objetivo.
El seminario de Saronno fue inaugurado el 31 de julio de 1850 y el 1 de diciembre del mismo año, el episcopado lombardo aprobó en Milán el decreto de erección del Instituto para las Misiones Extranjeras de Milás. El mismo episcopado se empeñó en curar la base jurídica, el respaldo logístico y el apoyo espiritual. Los sacerdotes formados en la institución, inicialmente, pertenecían al clero secular y estarían incardinados a sus diócesis de origen.
Los primeros siete misioneros partieron para Melanesia y Micronesia, donde eran ya activos los maristas, en el 1852. Los inicios fueron difíciles: uno de los siete misioneros, llamado Hermano Corti, murió de enfermedad, otro, Giovanni Mazzucconi, fue asesinado por los indígenas, otro, Carlo Salerio, debió regresar a Italia y los otros se retiraron antes a Manila y luego a Hong Kong. En los años siguientes fueron confiadas a los misioneros lombardos otras misiones: en el 1855 la de Hyderabad, en Bengala (India), en 1858 la de Hong Kong, en 1867 la de Birmania oriental y en 1869 la de Henan (China).

### Seminario Romano de Misiones Extranjeras

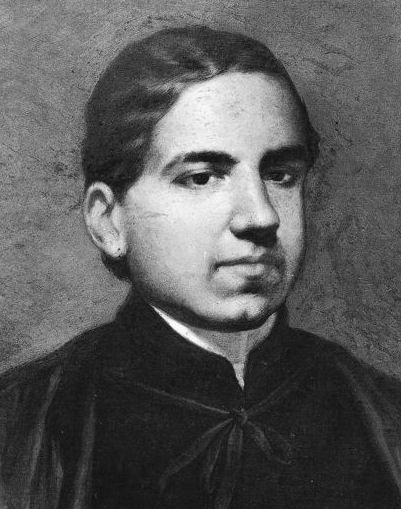
Pietro Avanzini (1832-1874), fundador del Seminario Romano

En 1867, con ocasión del 18º centenario del martirio de los apóstoles Pedro y Pablo, el sacerdote romano Pietro Avanzini presentó el proyecto para la apertura en Roma de un seminario para las misiones extranjeras. La toma de Roma de 1870, retardó la inauguración, hasta el 21 de diciembre de 1871. En 1874 el papa Pio IX les concedió una nueva sede. El 21 junio del mismo año, mediante breve Dum Ecclesiae naviculae, el pontífice concedió la aprobación del Pontificio Seminario de los Santos Apóstoles Pedro y Pablo.
Los alumnos del Seminario Romano estudiaban y adquirían los grados académicos en las universidades pontificias de Roma, con el objetivo de abrir seminarios para la formación del clero local en tierra de misión.
Los primeros misioneros fueron enviados al Vicariato apostólico del Queensland (Australia) en el 1877, pero abandonaron el territorio en 1884. En 1887 les fue confiada la misión de Hanchung (China), donde tuvieron mayores éxitos. En 1895 la Santa Sede les confió las misiones en California Inferior, donde estuvieron hasta 1926, cuando fueron expulsados por el gobierno mexicano durante el periodo de la Guerra Cristera.

### Unión de las dos sociedades

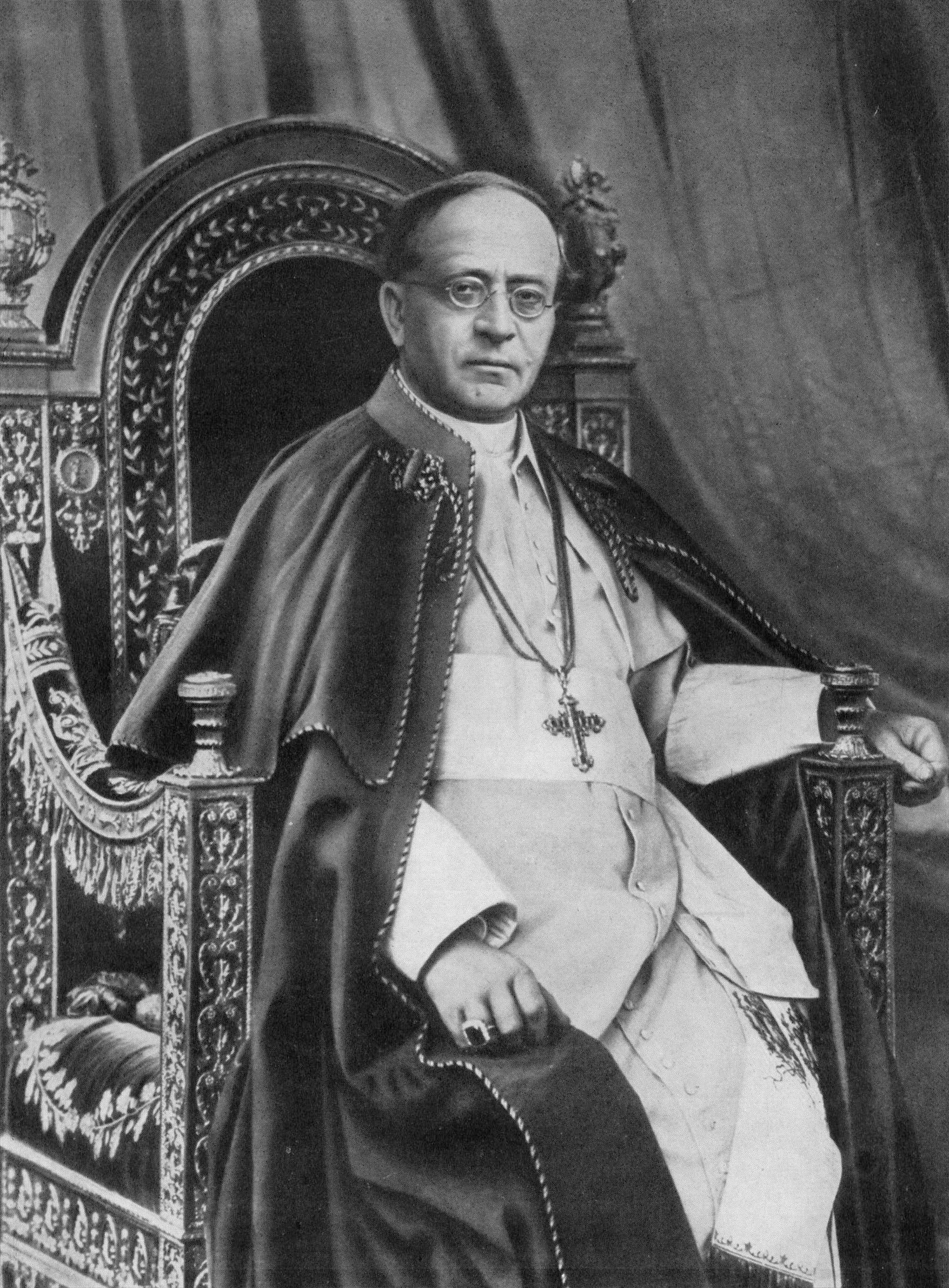
El papa Pío XI, mediante motu proprio Cum missionalium, sancionó la unión de las dos sociedades, dando inicio al actual Pontificio Instituto Misiones Extranjeras

Ya en los últimos años del siglo XIX se empezó a hablar de una posible unión entre los institutos de Milán y el Seminario Romano. La ocasión concreta se presentó en 1912, cuando a la primera asamblea general del Instituto de Milán acogió también a los representantes del Seminario Romano.
La unión, preparada por el papa Pio XI y sostenida por el cardenal Willem Marinus van Rossum, prefetto de la congregación de Propaganda Fide, fue sancionada con el Motu proprio Cum missionalium obra, del 26 de mayo de 1926, adquiriendo el nombre de Pontificio Instituto Misiones Extranjeras (PIME).
Al PIME se le confió numerosas misiones en África, Brasil y Asia: en el 1936 llegaron a Neghelli, Etiopía, en 1947 a Guinea Bissau, en1967 a Camerún y en 1972 a Costa de Marfil. En 1946 llegaron a Brasil, donde fueron activos sobre todo a Macapá, Parintins, Manaus y Corumbá. Luego de ser expulsados de China (1949-1951) los misioneros se difundieron en India, Bangladés, Birmania y Hong Kong, en 1951 alcanzaron Japón, en 1968 Filipinas y en 1972 Tailandia. A partir de 1947 los Misioneros de Pime han empezado a difundirse en los Estados Unidos.
Desde 1978 los miembros de la sociedad no se legan más al PIME mediante juramento sino mediante promesa; ha sido también introducida la posibilidad para los sacerdotes diocesanos de asociarse a la instituto, sin estar incardinados en él.
Entre los misioneros más famosos de la sociedad destaca Alberico Crescitelli, mártir en China durante la rebelión de los Boxer, canonizado por el papa Juan Pablo II en el año 2000.

## Actividades y presencias

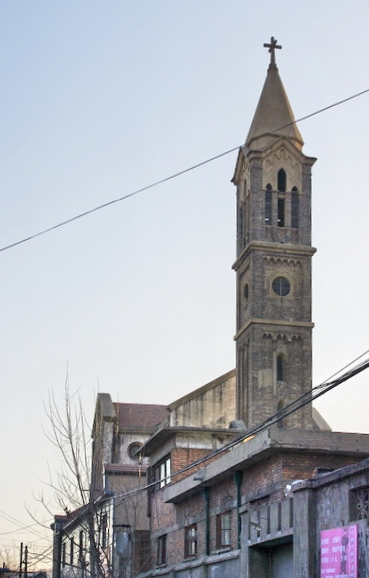
Catedral del Sagrado Corazón de Jesús, Kaifeng, Henan, China.

El fin principal del PIME es la propagación de la fe católica en el mundo. Sus miembros son activos también en el sector de la animación misionera y en la editorial (junto con otras instituciones misioneras, han fundado la casa editora EMI). Sostienen los movimientos de animación y de cooperación misionera: han contribuido al nacimiento del UMMI (1933), el primer organismo de laicos misioneros en Italia, de los grupos misioneros juveniles (1956) y de la organización no gubernamental contra el hambre Mani Tesse (1964).
En 2011, la sociedad contaba unos 569 miembros, 453 de los cuales sacerdotes, y 58 casas, presentes en Argelia, Bangladés, Brasil, Camboya, Camerún, China, Costa de Marfil, Estados Unidos, Filipinas, Guinea Bissau, India, Italia, Japón, México, Myanmar, Papúa Nueva Guinea, Tailandia. La sede general se encuentra en Roma.